# 2004년 대한민국
이 문서는 2004년 대한민국에서 일어난 사건을 다룬다.

## 재임자
제6공화국 (참여 정부)
- 대통령 : 노무현
  - 대통령 권한대행 : 고건 (3월 12일~5월 14일)
- 국무총리 : 고건 (~5월 24일), 이해찬 (6월 30일~)
  - 국무총리 대행 : 이헌재 (5월 24일~6월 29일)